# Доигровщик

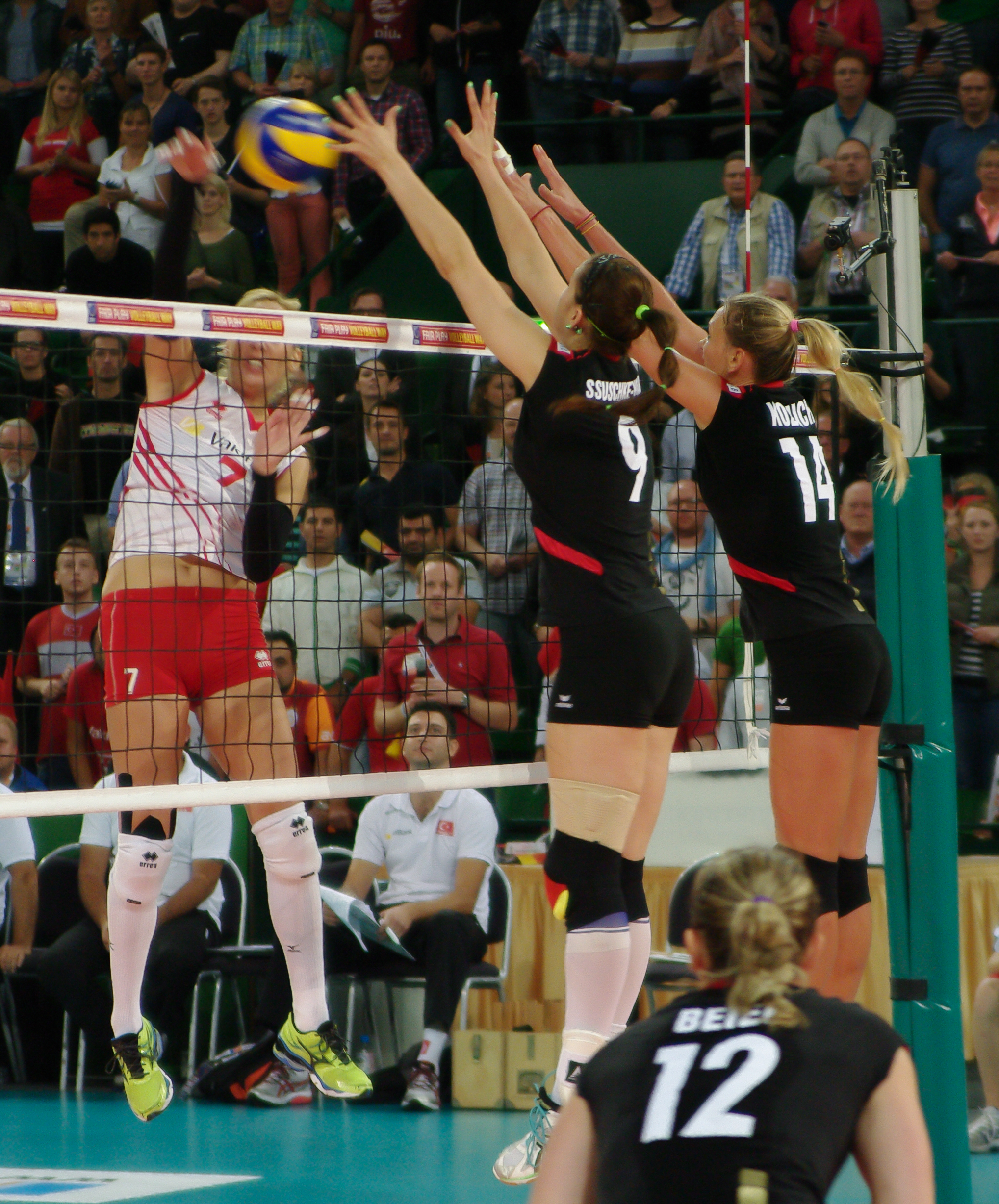
Типичная ситуация для доигровщика. Игрок атакует из 4-й зоны на хорошо организованном блоке, без преимущества в высоте, на мяче наведенном на сетку

Доигро́вщик (аналог: нападающий второго темпа; винг-спайкер) — игровое амплуа в волейболе.

## Назначение
Доигровщик — универсальный игрок, участвующий в приёме, в атаке и в защите команды. Основное отличие доигровщика от диагонального в том, что он участвует в приёме мяча. Обычное направление атакующих ударов из 2-й и 4-й зоны с краёв сетки. Нередко подключается для комбинации пайп (атака из 6-й зоны пасом от связующего назад) и атаки с задней линии. Важная функция данного волейбольного амплуа — доигровка «сложных» мячей после либо неудачного приёма, либо после неудачной атаки и/или перевода мяча из защиты. Задача доигровщика, по возможности, максимально осложнить приём мяча соперником и дать ещё один шанс своей команде для более эффективной атаки.
Если для диагонального приемлемым показателем считается процент успешных атак свыше 55 %, то для доигровщика вполне нормально иметь показатель ниже 50 %, так как ему, как правило, достаются сложные, плохо доведённые мячи.